# HMS Searcher (D40)
Авіаносець «Серчер» (англ. HMS Searcher (D40)) — ескортний авіаносець США часів Другої світової війни типу «Боуг» (1 група, тип «Attacker»), переданий ВМС Великої Британії за програмою ленд-лізу.

## Історія створення
Авіаносець «Серчер» був закладений 20 лютого 1942 року на верфі «Seattle-Tacoma Shipbuilding Corporation». Викуплений ВМС США і переобладнаний в авіаносець типу «Боуг» під індексом «CVE-22» (ім'я кораблю не присвоювалось). Спущений на воду 20 червня 1942 року. Переданий ВМС Великої Британії, вступив у стрій під назвою «Серчер» 7 квітня 1943 року.

## Історія служби
Після вступу у стрій та підготовки авіаносець «Серчер» з грудня 1943 року до лютого 1944 року використовувався для ППО трансатлантичних конвоїв.
3 квітня 1944 року брав участь в ударі по лінкору «Тірпіц». У квітні-травні брав участь у трьох операціях проти судноплавства біля берегів Норвегії.
У червні 1944 року знову супроводжував трансатлантичні конвої.
У липні 1944 року «Серчер» перейшов на Середземне море, де брав участь в десантній операції у Південній Франції (серпень 1944 року), завдавав ударів по берегових цілях в Егейському морі (вересень-жовтень 1944 року).
Протягом грудня 1944 року — січня 1945 року авіаносець пройшов ремонт та модернізацію, під час якої було встановлене обладнання для посадки та наведення нічних винищувачів.
Протягом березня-травня 1945 «Серчер» брав участь у чотирьох операціях проти судноплавства біля берегів Норвегії. У червні 1945 року авіаносець був направлений в Індійський океан, але взяти участь у бойових діях не встиг.
29 листопада 1945 року він був повернутий США, де 7 лютого 1946 року був виключений зі списків флоту і проданий грецькій компанії «J & A T Vatis» для переобладнання у торгове судно, яке отримало назву «Captain Theo». У 1966 році корабель був проданий китайському судновласнику Дун Чао Юну та перейменований на «Oriental Banker».
У 1976 році корабель був розібраний на метал на Тайвані.